# Woodford County (Kentucky)
Woodford County ist ein County im Bundesstaat Kentucky der Vereinigten Staaten. Das U.S. Census Bureau hat bei der Volkszählung 2020 eine Einwohnerzahl von 26.871 ermittelt.
Der Verwaltungssitz (County Seat) ist Versailles. Das County gehört zu den Dry Countys, was bedeutet, dass der Verkauf von Alkohol eingeschränkt oder verboten ist.

## Geographie
Das County liegt nordöstlich des geographischen Zentrums von Kentucky und hat eine Fläche von 497 Quadratkilometern, wovon drei Quadratkilometer Wasserfläche sind. Es grenzt im Uhrzeigersinn an folgende Countys: Franklin County, Scott County, Fayette County, Jessamine County, Mercer County und Anderson County.

## Geschichte
Woodford County wurde am 2. November 1788 aus Teilen des Fayette County gebildet. Benannt wurde es nach General William Woodford, der während des Amerikanischen Unabhängigkeitskriegs in Gefangenschaft der Briten verstarb.
In Woodford befindet sich Kentuckys älteste, 1812 gegründete, Kentucky Bourbon Destillerie, die Labrot & Graham’s Old Oscar Pepper Distillery, seit 2003 umbenannt in Woodford Reserve Distillery. Sie hat wegen ihrer historischen Bedeutung seit dem Jahr 2000 den Status einer National Historic Landmark. Insgesamt sind 78 Bauwerke und Stätten des Countys im National Register of Historic Places eingetragen (Stand 23. Oktober 2017).

## Demografische Daten

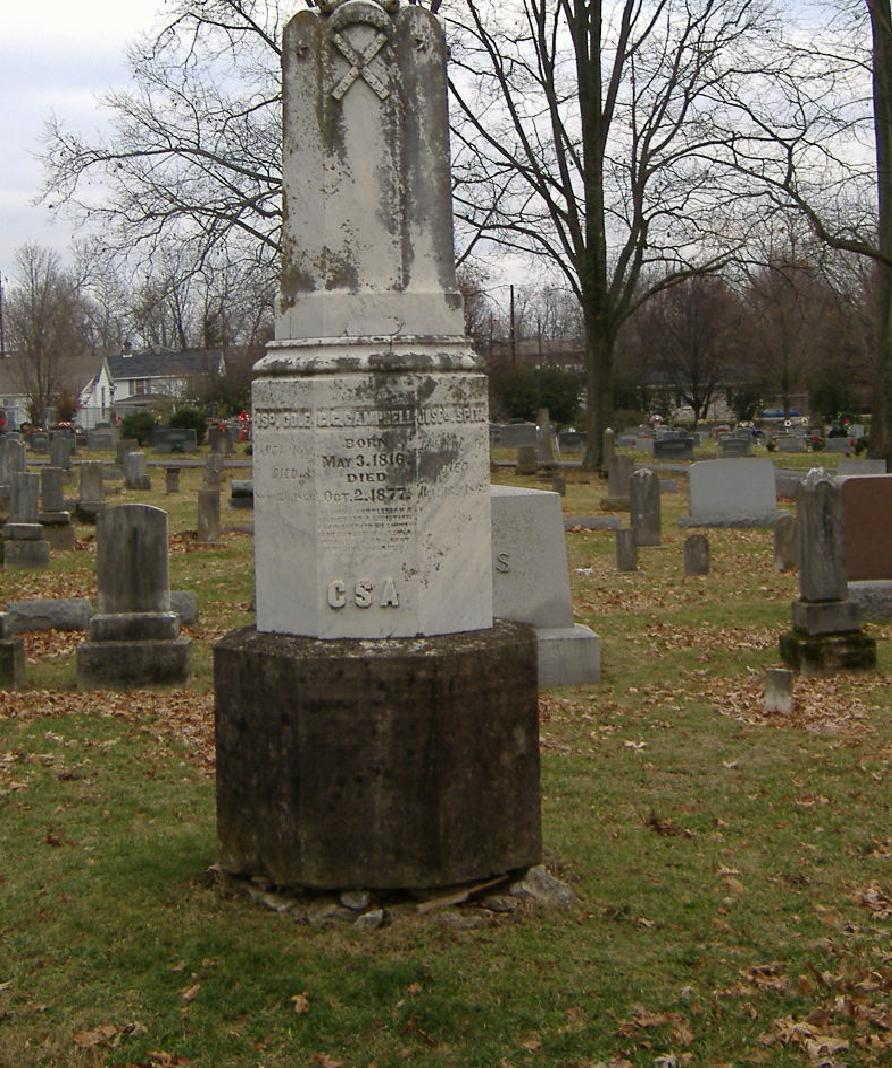
Confederate Monument in Versailles

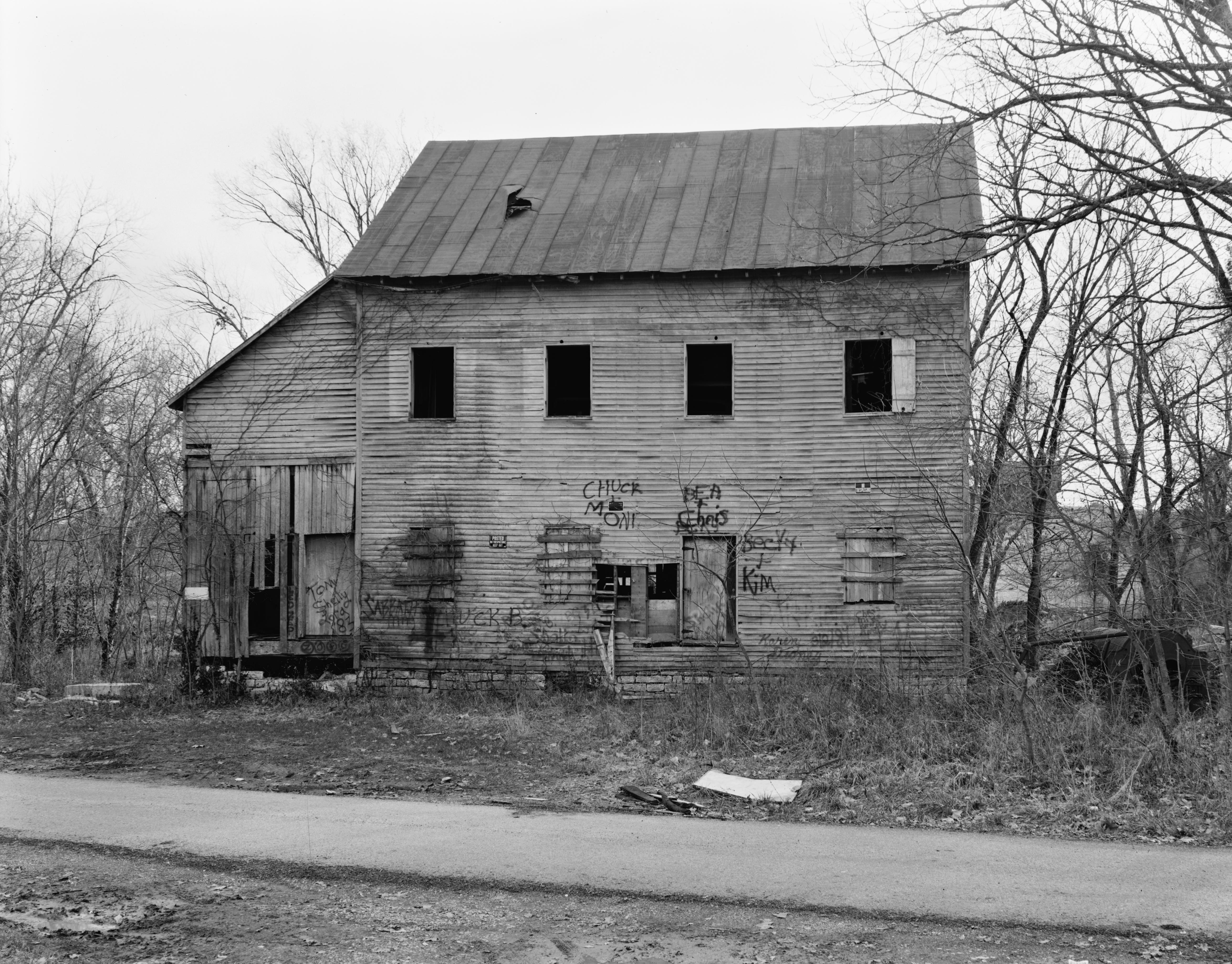
Guyn's Mill nahe Troy, gelistet im NRHP

Nach der Volkszählung im Jahr 2000 lebten im Woodford County 23.208 Menschen in 8.893 Haushalten und 6.643 Familien. Die Bevölkerungsdichte betrug 47 Einwohner pro Quadratkilometer. Ethnisch betrachtet setzte sich die Bevölkerung zusammen aus 92,08 Prozent Weißen, 5,41 Prozent Afroamerikanern, 0,13 Prozent amerikanischen Ureinwohnern, 0,31 Prozent Asiaten, 0,01 Prozent Bewohnern aus dem pazifischen Inselraum und 1,13 Prozent aus anderen ethnischen Gruppen; 0,93 Prozent stammten von zwei oder mehr Ethnien ab. 2,99 Prozent der Bevölkerung waren spanischer oder lateinamerikanischer Abstammung.
Von den 8.893 Haushalten hatten 35,0 Prozent Kinder und Jugendliche unter 18 Jahre, die bei ihnen lebten. 61,9 Prozent waren verheiratete, zusammenlebende Paare, 9,7 Prozent waren allein erziehende Mütter, 25,3 Prozent waren keine Familien, 21,0 Prozent waren Singlehaushalte und in 7,5 Prozent lebten Menschen im Alter von 65 Jahren oder darüber. Die Durchschnittshaushaltsgröße betrug 2,57 und die durchschnittliche Familiengröße lag bei 2,99 Personen.
Auf das gesamte County bezogen setzte sich die Bevölkerung zusammen aus 25,4 Prozent Einwohnern unter 18 Jahren, 7,9 Prozent zwischen 18 und 24 Jahren, 31,2 Prozent zwischen 25 und 44 Jahren, 25,1 Prozent zwischen 45 und 64 Jahren und 10,4 Prozent waren 65 Jahre alt oder darüber. Das Durchschnittsalter betrug 37 Jahre. Auf 100 weibliche Personen kamen 93,0 männliche Personen. Auf 100 Frauen im Alter von 18 Jahren alt oder darüber kamen statistisch 91,2 Männer.

Das jährliche Durchschnittseinkommen eines Haushalts betrug 49.491 USD, das Durchschnittseinkommen der Familien betrug 58.218 USD. Männer hatten ein Durchschnittseinkommen von 39.284 USD, Frauen 27.972 USD. Das Prokopfeinkommen betrug 22.839 USD. 5,2 Prozent der Familien und 7,3 Prozent der Bevölkerung lebten unterhalb der Armutsgrenze. Davon waren 8,0 Prozent Kinder oder Jugendliche unter 18 Jahre und 13,1 Prozent waren Menschen über 65 Jahre.

## Orte im County
- Bonita
- Clifton
- Davistown
- Duckers
- Faywood
- Firmantown
- Gaybourn
- Hunter Town
- McKees Crossroads
- Midway
- Millville
- Milner
- Mortonsville
- Nonesuch
- Nugent Crossroads
- Pinckard
- Pisgah
- Shetland
- Troy
- Versailles
- Wallace
- Woodford Village